# Wilhelm af Klinteberg (militär)
Magnus Wilhelm af Klinteberg, född 1 november 1901 i Växjö församling i Kronobergs län, död 29 december 1985 i Hovmantorps församling i Kronobergs län, var en svensk militär.

## Biografi
Wilhelm af Klinteberg avlade studentexamen 1921. Han avlade officersexamen vid Krigsskolan 1923 och utnämndes samma år till fänrik vid Kronobergs regemente, där han befordrades till löjtnant 1926. Han studerade vid Gymnastiska Centralinstitutet 1926–1928 och vid Krigshögskolan 1931–1933, varefter han var generalstabsaspirant 1934–1937, var lärare vid Krigsskolan 1937–1941 och befordrades till kapten vid Kronobergs regemente 1938. Han befordrades till major vid Västernorrlands regemente 1942 och till överstelöjtnant 1947, varefter han var avdelningschef vid Infanteriets skjutskola 1947–1948 och chef för Infanteriets kadettskola 1948–1951. Han befordrades till överste 1952 och var under detta år chef för Västerbottens regemente, varefter han inträdde i reserven. Därefter var af Klinteberg utbildningsinspektör vid Civilförsvarsstyrelsen 1952–1955, anställd hos Grängesbergsbolaget i Stockholm och generalkonsul för Liberia i Stockholm 1959–1968.
Wilhelm af Klinteberg var son till ingenjör Magnus af Klinteberg och Elisabeth Fritsch. Han var gift tre gånger: första gången 1927–1963 med Carin (”Cai”) Malm (född 1907), andra gången 1963 med Lilian (”Li”) Söderberg (född 1920) och tredje gången från 1967 till sin död med Asta Strömberg, född Fernvall (1916–2011).

## Utmärkelser
- Riddare av Svärdsorden, 1943.[10]
- Riddare av Vasaorden, 1951.[11]